# Mesoleptus mirabilis
Mesoleptus mirabilis är en stekelart som beskrevs av Stephens 1835. Mesoleptus mirabilis ingår i släktet Mesoleptus och familjen brokparasitsteklar. Inga underarter finns listade i Catalogue of Life.